# 초자연적 현상
초자연적 현상(超自然的現象)은 자연에 부여되어 있는 것, 즉 외부의 자연계나 인간에게 흔히 갖춰지고 있는 지력(知力) 이외의 것, 이러한 뜻에서 자연을 초월해 나온 것을 인간을 둘러싼 세계와 인간 자신에게 나타나는 여러 가지 현상이다.

## 초자연적 현상을 소재로 한 창작물
- SCP 재단

## 같이 보기
- 주술적 사고
- 초상현상
- 초심리학
- 낭만주의
- 심령사진
- 정신 세계
- 초월성 (종교)